# Pierre Tolet
Pierre Tolet ou Petrus Toletus (1502-1586) est un médecin français qui a participé avec Jean Canappe à la transmission du savoir médico-chirurgical en langue française.

## Biographie
Doyen de la faculté de Lyon, il instaure un programme d’enseignement en français, avec visite quotidienne des étudiants à l’hôpital auprès des malades et crée une seule filière de formation pour les médecins, les barbiers et les apothicaires.
Ami de François Rabelais, il est aussi une figure de premier plan dans la vie culturelle lyonnaise et membre d'un cénacle d'érudits (Barthélemy Aneau, Maurice Scève,…) « qui travaillent alors à promouvoir de nouvelles exigences poétiques. »
Pierre Tolet fut le premier médecin de l'hôpital de la Charité de Lyon, en 1539.

## Œuvres
- En 1540, il traduit en français le Traité de chirurgie de Paul d'Égine peut-être à partir d'une version latine[7].
- Des tumeurs oultre le coustumier de nature (1543)
- Paradoxe de la faculté du Vinaigre (1549)
- De la raison de curer par Évacuation de Sang (traduit de Galien)
- Actio judicialis ad Senatum Lugdunensem in unguentarios pestilentes, et nocturnos fures, qui civitatem in praedam sibi proposuerant (1577) Lire en ligne sur Gallica